# Nova Esperança do Piriá
Nova Esperança do Piriá är en kommun i Brasilien.   Den ligger i delstaten Pará, i den nordöstra delen av landet, 1 500 km norr om huvudstaden Brasília. Antalet invånare är 20 159.
Omgivningarna runt Nova Esperança do Piriá är huvudsakligen savann. Runt Nova Esperança do Piriá är det mycket glesbefolkat, med 4 invånare per kvadratkilometer.